# Aplocheilichthys kingii
Aplocheilichthys kingii, es una especie de pez actinopeterigio de agua dulce, de la familia de los poecílidos.
Peces de pequeño tamaño con una  longitud máxima descrita de solo 3'5 cm.

## Distribución y hábitat
Se distribuye por ríos de la vertiente atlántica de África, en estanques, charcas, pantanos, aguas poco profundas y zanjas de drenaje,
 en las cuencas fluviales de los ríos Sobat, Wadi Halfa y Nilo Blanco en el centro de Sudán, probablemente en Chad, Camerún y Nigeria.